# 삼방사면체
삼방사면체는 카탈란의 다면체의 일종으로,  열두 개의 이등변삼각형을 이용하여 만들어진 다면체이다. 둔각은 한 꼭짓점에 3개씩, 예각은 한 꼭짓점에 6개씩 모인다. 예각은 예각끼리, 둔각은 둔각끼리 모인다. 꼭짓점은 8개, 모서리는 18개, 면은 12개이다. 쌍대는 깎은 정사면체이다.